# Cantó de Châteauneuf-sur-Sarthe
El cantó de Châteauneuf-sur-Sarthe és una antiga divisió administrativa francesa del departament de Maine i Loira. Té 15 municipis i el cap es Châteauneuf-sur-Sarthe. Va desaparèixer el 2015.

## Municipis
- Brissarthe
- Champigné
- Champteussé-sur-Baconne
- Châteauneuf-sur-Sarthe
- Chemiré-sur-Sarthe
- Chenillé-Changé
- Cherré
- Contigné
- Juvardeil
- Marigné
- Miré
- Querré
- Sceaux-d'Anjou
- Sœurdres
- Thorigné-d'Anjou

## Història
| Data d'elecció                           | Identitat       | Partit           | Qualitat |
| ---------------------------------------- | --------------- | ---------------- | -------- |
| 1945-1958                                | Victor Deneau   | radical          |          |
| 1958-1988                                | Raymond Roinard | Divers droite    |          |
| 1988-2001                                | Yves Constantin | UDF              |          |
| 2001-2015                                | Paul Jeanneteau | UDF, després UMP |          |
| les dades anteriors no són pas conegudes |                 |                  |          |
|                                          |                 |                  |          |

## Demografia
| A partir de 1990: Població sense dobles comptes |